# Эмпиризм
Эмпири́зм, эмпирици́зм (от др.-греч. ἐμπειρία — «опыт», «опытное знание») — метод познания через ощущения, в котором знания могут быть либо представлены как описание этого ощущения, либо сведены к нему. Направление в теории познания.
Противостоит рационализму и мистицизму. Для эмпиризма характерна абсолютизация опыта, чувственного познания, принижение роли рационального познания (понятий, теории). Как целостная гносеологическая концепция эмпиризм сформировался в XVII—XVIII вв. (Фрэнсис Бэкон, Томас Гоббс, Джон Локк, Джордж Беркли, Дэвид Юм); элементы эмпиризма присущи позитивизму, неопозитивизму (логический эмпиризм).
В метафизике направление это охватывает весьма разнообразные точки зрения, то переходя в догматические системы, то превращаясь в скептицизм. Это объясняется различием толкований, которые нередко тот же мыслитель может придавать понятию «опыт». Как теоретическое направление, рассматривающее процессы мышления и познания, в противовес рационализму считает единственным источником и критерием познания естественный опыт (профессиональное чутьё, наитие), а в формах мышления видит сугубо субъективный способ систематизации представлений, в целом недооценивая теоретическую роль в процессе познания. Сторонники идеалистического течения рассматривали эмпиризм как внутреннее переживание субъекта, одну из форм чувственного восприятия, интуитивного созерцания поставленной цели (проблемы). Выйти за грань эмпиричного значит выйти за рамки накопленного опыта, устоявшихся, общепринятых теорий, или же за рамки материального восприятия реальности.
Под опытом в узком смысле этого слова подразумевают познание единичного (Аристотель: ἡ μὲν ἐμπειρία τῶν καθ’ ἔκαστόν ἐστί γνῶσις — singularium cognitio). Но единичное можно понимать как:
1. субъективное ощущение, если речь идёт о внешнем опыте, или как «единичное представление», если речь идёт о внутреннем опыте;
2. восприятие чего-то единичного, что обладает независящим от сознания существованием в виде части внешнего мира и продолжает существовать, помимо сознания и в то время, когда восприятие прерывается.

Эмпири́чное и теоретическое — два основных, связанных между собой вида знания (способа познания), качественно отличающиеся, по сути, смыслом и формой отображения объективной реальности. Эмпиричное отображает действительность со стороны её внешних связей и отношений. Фиксирует внешние проявления процессов и событий, заключая в себе всё доступное созерцанию (всё, что можно увидеть, услышать, почувствовать и осмыслить). Теоретическое — выходит из эмпиричного переходит в «индивидуальную стадию», систематизируя накопленный материал, придерживаясь принципа внутренних взаимосвязей, и закономерностей в движении.

## Формы эмпиризма
Это различное понимание опыта создаёт две типичных формы эмпиризма: имманентный и трансцендентный.

### Имманентный эмпиризм
Имманентным эмпиризмом называются философские попытки объяснить состав и законосообразность нашего познания из комбинации единичных ощущений и представлений. Такие попытки в истории философии приводили или к полному скептицизму (Протагор, Пиррон, Монтень, Секст Эмпирик), или к безмолвному предположению трансцендентного (системы Юма и Милля).
Юм подвергает сомнению существование реальности вне сознания. Он противопоставляет сравнительно бледным и слабым психическим переживаниям — Идеям — более яркие и сильные — Впечатления, но признаёт эту границу текучей, не безусловной, как это обнаруживается в сумасшествии и в сновидениях. Отсюда, казалось бы, следовало ожидать, что Юм будет считать недоказанным реальное тождество впечатлений, но, провозглашая подобную точку зрения, он не выдерживает её, принимая незаметно для себя впечатления за объекты, существующие помимо сознания и действующие на нас как раздражения.
Подобным же образом Милль, ограничивая весь материал познания единичными психическими переживаниями (ощущениями, представлениями и эмоциями) и объясняя весь познавательный механизм как продукт ассоциации между единичными психическими элементами, допускает существование вне сознания некоторого бытия в виде постоянных возможностей ощущения (permanent possibilities of sensation), которые сохраняют своё реальное тождество помимо нашего сознания.

### Трансцендентный эмпиризм
Его типичнейшей формой является материализм, принимающий двигающиеся в пространстве и вступающие в разнообразные комбинации частицы материи за истинную реальность, за мир опыта. Всё содержание сознания и все законы познания представляются, с этой точки зрения, продуктом взаимодействия организма с окружающей его материальной средой, образующей мир внешнего опыта.

## Основные положения
Под понятие эмпиризма подходят различные направления: от крайнего скептицизма до крайне догматического реализма в форме материализма. В истории философии между этими крайними типами можно установить множество промежуточных ступеней и разновидностей. В теории познания и в психологии эмпиризм характеризуется тем, что вопрос о ценности и значении познания ставится в тесную зависимость от его происхождения из опыта. Знание наше с этой точки зрения постольку достоверно, поскольку его источником является опыт. Но считать такой источник единственным и в то же время признавать возможность безусловно всеобщего и необходимого познания, значит допускать явную несообразность: черпая критерии истинности из единичных опытов, мы никогда не можем быть уверенными в полноте наших наблюдений и в безусловной необходимости (то есть неразрывности) известных единичных связей в опыте; опыт может, поэтому, гарантировать лишь большую или меньшую (хотя бы и очень высокую) вероятность познания.
Признание Локком математического познания безусловно достоверным объясняется лишь тем, что в эпоху Локка ещё не были продуманы до конца те следствия, к которым логически необходимо приводит отправной пункт эмпиризма. Чтобы психологически объяснить возникновение и существование в сознании человека известной структуры логических, гносеологических и математических законов, которые кажутся безусловно всеобщими и необходимыми, эмпиризм принимает следующие положения:
- Всеобщность и необходимость известных связей в опыте объясняется повторяющимся единообразным воздействием на нас известных впечатлений.
- Повторение известных впечатлений A и B одного за другим образует в нашем уме ассоциацию представлений a и b, так что появление в сознании одного из этих представлений тотчас же влечёт за собой появление другого.
- Подобные ассоциации, повторяясь бесчисленное множество раз, становятся привычными и, наконец, неразрывными, так что у нас не только два представления неизменно связаны в сознании одно с другим, но всякая попытка разорвать связь между ними, то есть сознавать их порознь, становится невозможной или, как говорится, немыслимой (Милль).
- Предрасположения к подобным неразрывным ассоциациям могут стать по истечении огромных промежутков времени, охватывающих развитие не только человечества, но и всего животного мира, унаследованными свойствами, накопленными совокупным опытом миллионов поколений, так что человек может рождаться с предрасположениями к известным неразрывным ассоциациям, и то, что в настоящее время является априорным для индивидуума, могло возникнуть апостериорным путём для рода (Спенсер).
- Сверх этих биологических условий на наши представления об опыте как законосообразном целом влияют социальные условия. Мы рождаемся в общественной среде, которая своими культурными воздействиями на наше умственное развитие облегчает и ускоряет в нас сознание законосообразности наших познавательных процессов. В этом смысле опыт является «социальным, а не индивидуально психологическим понятием» (Риль), продуктом коллективного, общественного мышления.

Итак, с эмпирической точки зрения относительная всеобщность и необходимость законов нашего познания есть результат единообразных воздействий опыта на нашу физико-психическую организацию, породивших такую ассоциационную связь между известными элементами сознания, которая стала неразрывной благодаря аккумулированному наследственному опыту, индивидуальной привычке и влиянию окружающей социальной среды. Если так называемые всеобщие и необходимые законы познания отличаются лишь высокой степенью вероятности, а не безусловной достоверностью, то ничто не препятствует нам допускать возможность их изменения, хотя бы и очень медленного, что и высказывают Спенсер и другие эволюционисты (см. Челпанов, Г. И., «Проблема восприятия пространства», ч. II, 1904, стр. 215).
Исходя из указанных предпосылок, эмпиризм считает произошедшими из опыта законы мышления, формы познания, основания математического и естественноисторического познания. Уже Локк утверждал, например, что дети и дикари вовсе не пользуются законами тождества и противоречия, ибо, если бы пользовались ими, то знали бы, что пользуются, так как нельзя сознавать что-нибудь и не знать, что сознаёшь, если только не предполагать возможности бессознательных представлений, что было бы нелепо. Милль называет закон противоречия «одним из самых ранних и самых знакомых обобщений из опыта».
Другой эмпирист, Гёринг, замечает: «Наблюдая естественное мышление, скоро можно убедиться, что оно не знает закона тождества и не следует ему, скорее возится с противоречиями, не получая повода усомниться в истинности своих мыслей» («System der Krit. Philosophie», т. I, стр. 310). Подобным же образом эмпиристы пытаются объяснить происхождение из опыта и других необходимых элементов познания.

## Представители эмпиризма
К представителям эмпиризма следует отнести:
эпикурейцев, стоиков, скептиков, Роджера Бэкона, Галилея, Кампанеллу, Фрэнсиса Бэкона (родоначальника нового эмпиризма), Гоббса, Локка, Пристли, Беркли, Юма, Джона Милля, Бэна, Герберта Спенсера, Дюринга, Ибервега, Геринга и многих других.
Во многих из систем этих мыслителей рядом с эмпиристическими элементами уживаются и другие: у Гоббса, Локка заметно влияние Декарта, у Спенсера — влияние немецкого идеализма и критицизма, у Дюринга — влияние Тренделенбурга и других. Среди последователей критической философии многие склоняются к эмпиризму, например Фридрих Альберт Ланге, Алоиз Ригль и Эрнст Лаас. Из слияния эмпиризма с критицизмом выработалось особое направление эмпириокритицизм, основателем которого был Рихард Авенариус, а последоватетелями — Карстаньен, Мах, Петцольд и др.